# Psicometria
La psicometria è la scienza che si occupa della teoria e della tecnica della misura in psicologia. Il campo di studio coinvolge due aspetti della ricerca, vale a dire:
- la costruzione degli strumenti e delle procedure per la misura;
- lo sviluppo ed il perfezionamento dei metodi teorici della misura.

Il settore si occupa della misurazione obiettiva di abilità, conoscenze, attitudini, atteggiamenti, tratti della personalità e risultati scolastici. Alcuni ricercatori di psicometria si concentrano sulla costruzione e la validazione di strumenti di valutazione come questionari e test, mentre altri si concentrano sulla ricerca relativa alla teoria della misurazione.

## Origini e retroterra culturale
La psicometria può tracciare le sue origini da due correnti di pensiero: la prima, da Darwin, Galton e Cattell, sulla misurazione delle differenze individuali, e la seconda, da Herbart, Weber, Fechner e Wundt e le loro misurazioni psicofisiche di un costrutto simile. La seconda serie di individui e la loro ricerca ha portato allo sviluppo della psicologia sperimentale e ai test standardizzati.

### Corrente vittoriana
Charles Darwin fu l'ispirazione dietro Sir Francis Galton che portò alla creazione della psicometria. Nel 1859, Darwin pubblicò il suo libro "L'origine delle specie", che riguardava le differenze individuali negli animali. In questo libro erano discusse le differenze tra i singoli membri di una specie e il modo in cui gli individui possiedono caratteristiche più adattive e di successo o meno adattive e meno efficaci. Coloro che sono adattivi e di successo sono quelli che sopravvivono e lasciano il posto alla generazione successiva, che risulta essere altrettanto o più adattabile e di successo. Questa idea, precedentemente studiata sugli animali, ha portato all'interesse e allo studio di Galton sugli esseri umani e su come differiscono l'uno dall'altro e, soprattutto, su come misurare tali differenze.
Galton scrisse un libro intitolato "Genius ereditario" sulle diverse caratteristiche che le persone possiedono e su come queste caratteristiche le rendono più "adatte" rispetto ad altre. Oggi queste differenze, come il funzionamento sensoriale e motorio (tempo di reazione, acuità visiva e forza fisica) sono importanti settori della psicologia scientifica. Gran parte del primo lavoro teorico e applicato in psicometria è stato intrapreso nel tentativo di misurare l'intelligenza. Galton, spesso indicato come "il padre della psicometria", ha ideato e incluso test mentali tra le sue misure antropometriche. James McKeen Cattell, che è considerato un pioniere della psicometria, ha continuato ad estendere il lavoro di Galton. Cattell ha anche coniato il termine "test mentale" ed è responsabile della ricerca e delle conoscenze che alla fine hanno portato allo sviluppo di test moderni.

### Corrente tedesca
L'origine della psicometria ha anche connessioni con il campo correlato della psicofisica. Più o meno nello stesso periodo in cui Darwin, Galton e Cattell stavano facendo le loro scoperte, Herbart era interessato a "sbloccare i misteri della coscienza umana" attraverso il metodo scientifico. Herbart è responsabile della creazione di modelli matematici della mente, che furono influenti nelle pratiche educative negli anni a venire.
E.H. Weber si basò sul lavoro di Herbart e cercò di dimostrare l'esistenza di una soglia psicologica, affermando che era necessario uno stimolo minimo per attivare un sistema sensoriale. Dopo Weber, G.T. Fechner ha ampliato le conoscenze acquisite da Herbart e Weber, per formulare la legge secondo cui la forza di una sensazione cresce come logaritmo dell'intensità dello stimolo. Un seguace di Weber e Fechner, Wilhelm Wundt è accreditato di aver fondato la psicologia scientifica. L'influenza di Wundt ha spianato la strada ad altri scienziati nello sviluppare test psicologici.

### XX Secolo
Lo psicometrista Louis Leon Thurstone, fondatore e primo presidente della Psychometric Society nel 1936, sviluppò e applicò un approccio teorico alla misurazione chiamato "legge del giudizio comparativo", un approccio che ha stretti legami con la teoria psicofisica di Ernst Heinrich Weber e Gustav Fechner. Inoltre, Spearman e Thurstone apportarono entrambi importanti contributi alla teoria e all'applicazione dell'analisi fattoriale, un metodo statistico sviluppato e ampiamente utilizzato in psicometria. Alla fine degli anni '50, Leopold Szondi fece una valutazione storica ed epistemologica dell'impatto di pensiero statistico sulla psicologia durante i decenni precedenti: "negli ultimi decenni, il pensiero specificamente psicologico è stato quasi completamente soppresso e rimosso, e sostituito da un pensiero statistico. Proprio qui vediamo il cancro della testologia e della testomania di oggi."
Più recentemente, la teoria psicometrica è stata applicata nella misurazione della personalità, degli atteggiamenti, delle credenze e dei risultati accademici e nei campi correlati con la salute. La misurazione di questi fenomeni non osservabili è difficile, e gran parte della ricerca e della scienza accumulata in questa disciplina sono state sviluppate nel tentativo di definire e quantificare adeguatamente tali fenomeni. I critici, inclusi professionisti delle scienze fisiche e attivisti sociali, hanno sostenuto che tale definizione e quantificazione sono eccessivamente difficili, se non impossibili, e che tali misurazioni sono spesso utilizzate in modo improprio, come nel caso dei test psicometrici di personalità utilizzati nelle procedure di assunzione.
Le figure che hanno dato un contributo significativo alla psicometria includono Karl Pearson, Charles Spearman, Louis Leon Thurstone, Anne Anastasi, Georg Rasch, Alfred Binet.

## Definizione della misura nelle scienze sociali
La definizione di misurazione nelle scienze sociali ha una lunga storia. Una definizione diffusa, proposta da Stanley Smith Stevens (1946), è che la misura sia "l'assegnazione di numeri a oggetti o eventi secondo una regola". Questa definizione venne introdotta nel testo in cui Stevens propose quattro livelli di misurazione, tuttora usati nelle scienze sociali. Sebbene ampiamente adottata, questa definizione differisce in importanti aspetti dalla definizione più classica di misurazione adottata nelle scienze fisiche, vale a dire che la misurazione scientifica comporta "la valutazione e l'espressione numerica della grandezza di una quantità riguardante un altro evento".
La definizione di misurazione di Stevens fu proposta in risposta al British Ferguson Committee, il cui presidente, A. Ferguson, era un fisico. Il comitato fu nominato nel 1932 dalla British Association for the Advancement of Science per studiare la possibilità di stimare quantitativamente gli eventi sensoriali. Sebbene il suo presidente e altri membri fossero fisici, il comitato comprendeva anche diversi psicologi. La relazione della commissione sottolineò l'importanza della definizione di misurazione. Mentre la risposta di Stevens fu quella di proporre una nuova definizione, che ha avuto una notevole influenza nel settore, questa non fu affatto l'unica risposta al rapporto. Un'altra risposta fu quella di accettare la definizione classica, come riflesso nella seguente affermazione: "La misurazione in psicologia e fisica non è in alcun senso diversa. I fisici possono misurare quando sono in grado di trovare le operazioni attraverso le quali possono soddisfare i criteri necessari; gli psicologi devono fare lo stesso. Non devono preoccuparsi delle misteriose differenze tra il significato della misurazione nelle due scienze" (Reese, 1943, p. 49).
Queste risposte divergenti si riflettono in approcci alternativi alla misurazione. Ad esempio, i metodi basati sulle matrici di covarianza sono in genere impiegati in base al presupposto che i numeri, come i punteggi grezzi derivati dai test, sono misurazioni. Tali approcci implicano la definizione di misurazione di Stevens, che richiede solo che i numeri siano assegnati secondo una regola. L'operazione principale di ricerca, allora, è considerata come la scoperta delle associazioni fra i punteggi e i fattori che si presuppone siano alla base di tali risultati.
D'altra parte, quando vengono impiegati modelli di misurazione come il modello di Rasch, i numeri non vengono assegnati in base a una regola. Invece, in linea con la dichiarazione di Reese sopra, vengono indicati criteri specifici per la misurazione e l'obiettivo è quello di costruire procedure o operazioni che forniscano dati che soddisfino i criteri pertinenti. Le misurazioni sono stimate sulla base dei modelli, e vengono condotti i test per accertare se i criteri pertinenti sono stati soddisfatti.

## Strumenti e procedure
Lo strumento chiave di valutazione della mente in psicometria è il reattivo o test. Esso può essere definito come un insieme di stimoli, o item, standardizzati per tipologia, durata, ordine, sequenza e istruzioni. Questi stimoli sono costruiti in maniera tale da rappresentare, in base al modello teorico che li ha edificati, una determinata funzione cognitiva o di personalità. Le risposte del soggetto vengono anch'esse codificate in maniera standardizzata, ottenendo specifici punteggi assegnati in base alle indicazioni teoriche e metodologiche fornite dal manuale del test. Tali punteggi vengono sia confrontati nelle sotto-aree che li compongono, sia convertiti in valori standard (vedi standardizzazione) e confrontati con un campione normativo. Tale campione, costruito nella fase di taratura del test, è di solito rappresentativo della popolazione nazionale di riferimento. In base ai punteggi ottenuti, e a tutti i confronti su di essi svolti, è possibile definire in maniera quantitativa le differenze ottenute dai rispondenti al test.

### Intelligenza e quoziente intellettivo
I primi strumenti psicometrici sono stati utilizzati per misurare il concetto d'intelligenza. Il metodo storicamente più conosciuto consiste nella scala Stanford-Binet per la misurazione del Quoziente di intelligenza (QI), sviluppata originalmente dallo psicologo francese Alfred Binet. Il metodo fu inizialmente sviluppato da Binet all'inizio del 1900 in seguito al crescente bisogno nel nuovo sistema scolastico sempre più eterogeneo di un sistema efficiente di identificazione veloce dei bambini che avevano bisogno di più sostegno per l'apprendimento perché meno veloci e portati dei compagni. Il metodo sviluppato da Binet si rivelò utile ed efficiente.
I test di intelligenza sono tuttora molto usati e hanno varie applicazioni. Uno dei test di intelligenza più diffusi è il WAIS.

### Test di personalità
Un altro campo importante in psicometria è quello dei test di personalità. C'è una vasta letteratura riguardante la concettualizzazione della personalità e la relativa misurazione. Un campo di applicazione pratica della psicologia della personalità è per esempio in ambito lavorativo ed economico. La misurazione e diagnostica di determinati caratteri e aspetti della personalità permettono un'organizzazione più efficiente dell'ambiente lavorativo. Alcuni degli strumenti meglio conosciuti includono l'inventario di personalità del Minnesota Multiphasic, il cosiddetto MMPI, il Big Five e l'indicatore dei tipi psicologici del Myers-Briggs. Anche gli atteggiamenti sono stati studiati estesamente in psicometria. Un metodo comune alla misura degli atteggiamenti è l'uso della scala Likert.
In estrema sintesi, specifici test psicometrici valutano specifiche funzioni della mente:
- Test delle aree cognitive (l'attenzione, la percezione, la memoria, il linguaggio, le capacità attitudinali e i test di profitto), detti anche test di prestazione massima.
- Test delle aree non cognitive, che riguardano soprattutto test di personalità o test proiettivi, detti anche test di prestazione tipica.

## Approcci teorici
Gli psicometristi hanno sviluppato diverse teorie di misurazione. Gran parte del lavoro può essere suddiviso nella teoria classica del test (in inglese CTT) e nella teoria di risposta degli item (in inglese IRT). Un altro modello di misura simile al modello degli item è il modello di Rasch.
Gli psicometristi hanno sviluppato metodi per lavorare con grosse matrici di correlazione e covarianza. Tecniche originali sviluppate in quest'area sono l'analisi fattoriale (trovare dei fattori latenti che spieghino i dati), lo scaling multidimensionale (trovare una rappresentazione semplice per una molteplicità di dati) e l'analisi dei cluster (suddividere i dati in gruppi basandosi sulla similitudine).
In questi modelli descrittivi multivariati lo scopo finale è quello di dare un senso logico e semplificare una grande quantità di dati. Più recentemente i modelli ad equazioni strutturali e la path analysis rappresentano i modelli multivariati più sofisticati per risolvere matrici di dati molto grandi e complesse. Questi modelli prevedono sia un'analisi di tipo confermativo (Analisi Fattoriale Confermativa, AFC, per sapere quanto i dati siano attinenti ad un modello teorico) sia di tipo esplorativo (Analisi Fattoriale esplorativa, AFE, per determinare il modello dei dati).

### Concetti chiave
I concetti chiave nella teoria dei test classica sono attendibilità e validità. Una misura attendibile è quella che misura un costrutto in modo coerente nel tempo, negli individui e nelle situazioni. Una misura valida è quella che misura ciò che si intende misurare. L'attendibilità è necessaria, ma non sufficiente, per la validità.
Sia l'attendibilità che la validità possono essere valutate statisticamente. La coerenza rispetto alle misure ripetute dello stesso test può essere valutata con il coefficiente di correlazione di Pearson ed è spesso chiamata attendibilità test-retest. Allo stesso modo, l'equivalenza di diverse versioni della stessa misura può essere calcolata con una correlazione di Pearson e viene chiamata attendibilità delle forme equivalenti.
La coerenza interna, che riguarda l'omogeneità di una singola prova, può essere valutata correlando le prestazioni su due metà di una prova, che è definita attendibilità split-half; il valore di questo coefficiente di correlazione prodotto-momento di Pearson per due semitest è regolato con la formula di predizione di Spearman-Brown per corrispondere alla correlazione tra due test di lunghezza intera. Forse l'indice di affidabilità più comunemente usato è l'α di Cronbach, che è equivalente alla media di tutti i possibili coefficienti split-half. Altri approcci includono la correlazione intra-classe, che è il rapporto tra la varianza delle misurazioni di un determinato target e la varianza di tutti i target.
Esistono diverse forme di validità. La validità di criterio può essere valutata correlando una misura con una misura di criterio teoricamente prevista essere correlata. Quando la misura del criterio viene raccolta contemporaneamente alla misura in corso di convalida, l'obiettivo è stabilire la validità concorrente; quando il criterio viene raccolto in seguito, l'obiettivo è stabilire la validità predittiva. Una misura ha validità di costrutto se è correlata a misure di altri costrutti, come richiesto dalla teoria. La validità di contenuto è una dimostrazione che gli item di un test svolgono un compito adeguato nel coprire il dominio da misurare. In un esempio di selezione del personale, il contenuto del test si basa su una definizione o un insieme di definizioni delle conoscenze, abilità o altre caratteristiche ottenute da un'analisi di posizione.
La teoria della risposta degli item (IRT) modella la relazione tra i tratti latenti e le risposte agli item della prova. Tra gli altri vantaggi, l'IRT fornisce una base per ottenere una stima della posizione di chi effettua il test su un determinato tratto latente, nonché l'errore standard di misurazione di tale posizione. Ad esempio, la conoscenza della storia di uno studente universitario può essere dedotta dal suo punteggio in un test universitario e quindi confrontata in modo affidabile con la conoscenza di uno studente di scuola superiore dedotta da un test meno difficile. I punteggi derivati dalla teoria classica dei test non hanno questa caratteristica e la valutazione dell'abilità effettiva (piuttosto che dell'abilità rispetto ad altri partecipanti al test) deve essere valutata confrontando i punteggi con quelli di un gruppo normativo selezionato casualmente dalla popolazione. In effetti, tutte le misure derivate dalla teoria classica del test dipendono dal campione testato, mentre, in linea di principio, quelle derivate dalla teoria della risposta degli item non lo sono.
La psicometria si preoccupa anche di trovare ed eliminare i bias nei test psicologici. Il bias del test è una forma di errore sistematico (cioè non casuale) che porta ad esempio agli esaminati di un gruppo demografico un vantaggio ingiustificato rispetto agli esaminati di un altro gruppo demografico. Secondo i principali esperti, il bias del test può causare differenze nei punteggi medi tra i gruppi demografici, ma le differenze nei punteggi dei gruppi non sono prove sufficienti del fatto che il bias del test sia effettivamente presente, perché il test potrebbe misurare le differenze reali tra i gruppi. Gli psicometristi usano sofisticati metodi scientifici per cercare i bias nei test ed eliminarli. La ricerca mostra che di solito è impossibile per le persone che leggono un item del test determinare con precisione se è presente un bias.

## Standard di qualità
Le considerazioni su validità e attendibilità sono generalmente considerate elementi essenziali per determinare la qualità di qualsiasi test. Tuttavia, le associazioni di professionisti hanno spesso posto queste preoccupazioni in contesti più ampi, sviluppando standard e formulando giudizi generali sulla qualità dei test nel loro insieme e nei contesti specifici. Una considerazione di preoccupazione in molti contesti di ricerca applicata è se il sistema di misura di un determinato inventario psicologico sia significativa o arbitraria.
Negli Stati Uniti, l'American Educational Research Association (AERA), l'American Psychological Association (APA) e il National Council on Measurement in Education (NCME) hanno pubblicato nel 2014 una revisione degli Standard for Educational and Psychological Testing, che descrive gli standard per lo sviluppo, la valutazione e l'utilizzo dei test. Le norme trattano argomenti essenziali tra cui validità, attendibilità, errori di misurazione e correttezza nei test. Il testo stabilisce anche gli standard relativi alle operazioni relative ai test, tra cui progettazione e sviluppo, punteggi, scale, norme, collegamento dei punteggi, punteggi di cutoff, somministrazione dei test, reporting, interpretazione dei punteggi, documentazione dei test e diritti e responsabilità dei partecipanti e degli utenti dei test. Infine, gli standard trattano argomenti relativi alle applicazioni di test, inclusi test psicologici e valutazione, test e credenziali sul posto di lavoro, test e valutazione educativa e test nella valutazione del programma e nelle politiche pubbliche.
Nel campo della valutazione, e in particolare della valutazione dell'istruzione, il Joint Committee on Standards for Educational Evaluation ha pubblicato tre serie di norme per le valutazioni. Ogni pubblicazione presenta ed elabora una serie di standard da utilizzare in una varietà di contesti educativi. Le norme forniscono linee guida per la progettazione, attuazione, valutazione e miglioramento della forma identificata di valutazione. Ciascuno degli standard è stato inserito in una delle quattro categorie fondamentali, per promuovere valutazioni educative che siano appropriate, utili, fattibili e accurate. In questi insiemi di standard, le considerazioni sulla validità e l'attendibilità sono trattate nell'argomento dell'accuratezza. Ad esempio, gli standard di accuratezza relative agli studenti aiutano a garantire che le valutazioni degli studenti forniscano informazioni valide, accurate e credibili sull'apprendimento e sulle prestazioni degli studenti.

## Animali e macchine
La psicometria studia le capacità, gli atteggiamenti, i tratti e l'evoluzione educativa degli esseri umani. Generalmente, lo studio del comportamento, dei processi mentali e delle capacità degli animali non umani è affrontato dalla psicologia comparata, o con un continuum tra animali non umani e il resto degli animali, dalla psicologia evoluzionista. Tuttavia ci sono alcuni sostenitori della continuità dell'approccio psicometrico nel riguardare indifferentemente l'approccio adottato per l'uomo e l'approccio adottato per gli animali non umani.
La valutazione delle capacità, dei tratti e dell'evoluzione dell'apprendimento delle macchine è stata per lo più estranea al caso dell'uomo e degli animali non umani, con approcci specifici nell'area dell'intelligenza artificiale. È stato anche proposto un approccio più integrato, che comprenda anche la valutazione dell'apprendimento automatico, sotto il nome di psicometria universale.

## Critiche
La psicometria e il suo status epistemologico come scienza non sono esenti da critiche. Ad esempio, i critici di questo metodo sostengono che la misurazione diretta della sensazione sia impossibile, e che ogni misurazione si riferisce sempre a grandezze di stimoli in un dato contesto e non alla sensazione. Gli autori delle tecniche psicometriche rispondono, che non sempre in natura la teoria della misura è relativa a misure come la lunghezza, direttamente osservabili. Molte variabili fisiche vengono misurate senza che esse siano direttamente osservabili, come ad esempio le forze o il calore. Queste ultime si misurano mediante i loro effetti e non direttamente. In psicologia, con le opportune tecniche psicometriche, si effettua lo stesso tipo di misurazione. Anzi, spesso nelle scienze fisiche non vengono tenuti in considerazione tutti i criteri metodologici e statistici che invece vengono utilizzati normalmente in psicometria.